# Addisonia brophyi
Addisonia brophyi là một loài ốc biển, là động vật thân mềm chân bụng sống ở biển thuộc họ Addisoniidae.